# 税金党
税金党（ぜいきんとう）は、かつて存在した日本の政党。

## 概要
新自由クラブに所属していた野末陳平が、1983年の第13回参議院議員通常選挙の直前に離党して結成。サラリーマンなど中産階級向けの税制改革を主要政策に、「クロヨン」に代表される不公平税制の解消と、グリーンカード（総合課税制度）の導入を訴えていた。
野末は東京都選挙区から再選されたが、同選で導入された比例代表区では候補者を擁立できなかった。
1986年の第14回参議院議員通常選挙には、初めて比例区で9人を擁立。東京都選挙区に野末の秘書の海江田万里を擁立したが、当選は比例区1位の秋山肇（元新自由クラブ都議団幹事長）のみに止まった。
1989年の第15回参議院議員通常選挙では、野末が東京都選挙区で再選を果たし、比例区の9人からも名簿記載順第1位の横溝克己（早稲田大学理工学部教授）が当選したが、横溝が任期中の1990年に死去したため、第2位の星野朋市が繰り上げ当選した。
1990年に解党。所属議員だった野末・秋山・星野は、それまで批判していた自由民主党に入党し、政科研（渡辺派）に加わったが、領袖と頼む渡辺美智雄が自民党総裁選挙に敗れた後に病を患い、勢力を失った。
1992年の第16回参議院議員通常選挙では、秋山が落選。翌1993年に野末と星野は自民党を離党し、新生党を経て新進党に合流するまで行動を共にしたが、新進党も離党して無所属に戻った野末に対し、星野はその後も新進党に留まった。
星野は1995年の第17回参議院議員通常選挙で新進党の比例区名簿18位と当選圏外に置かれたが、最下位で再選。更に自由党、保守党と渡り歩いた後に引退した。
野末は自著『国会議員、人とお金のお作法』（講談社）で、名指しこそしていないが星野を批判しており、両者の不仲を想起させた。

## 党勢の推移

### 参議院
| 選挙           | 当選/候補者 | 非改選 | 定数 | 備考 |
| -------------- | ----------- | ------ | ---- | ---- |
| （結党時）     | 1/-         | -      | 252  |      |
| 第13回通常選挙 | 1/1         | 0      | 252  |      |
| 第14回通常選挙 | 1/10        | 1      | 252  |      |
| 第15回通常選挙 | 2/10        | 1      | 252  |      |